# Brebeg
Brebeg is een bestuurslaag in het regentschap Cilacap van de provincie Midden-Java, Indonesië. Brebeg telt 3787 inwoners (volkstelling 2010).